# Pristimantis meridionalis
Pristimantis meridionalis es una especie de anfibio anuro de la familia Craugastoridae.

## Distribución geográfica
Esta especie es endémica de la provincia de Huaylas en la región de Ancash en Perú. Se encuentra alrededor de Caraz a unos 2290 m sobre el nivel del mar en la Serranía de Esteparia.

## Publicación original
- Lehr & Duellman, 2007: Two new species of Eleutherodactylus (Anura: Leptodactylidae) from the Cordillera Occidental in Peru. Copeia, vol. 2007, n.º 1, p. 140-149.[4]